# Paracymboides
Paracymboides Tanasevič, 2011 è un genere di ragni appartenente alla famiglia Linyphiidae.

## Distribuzione
Le due specie oggi attribuite a questo genere sono state reperite in India.

## Tassonomia
A dicembre 2011, si compone di due specie:
- Paracymboides aduncus Tanasevič, 2011 — India
- Paracymboides tibialis Tanasevič, 2011 — India